# Chaoyang, Lingbi
Chaoyang (kinesiska: 朝阳) är en köping i östra Kina. Den ligger i Lingbi härad i staden Suzhou i provinsen Anhui, omkring 230 kilometer norr om provinshuvudstaden Hefei. Antalet invånare är 64063. Befolkningen består av 31 296 kvinnor och 32 767 män. Barn under 15 år utgör 19,0 %, vuxna 15-64 år 69 %, och äldre över 65 år 10,0 %.